# Hévízgyörk
Hévízgyörk es un pueblo húngaro perteneciente al distrito de Aszód, condado de Pest.

## Superficie
Cuenta con una superficie de 22,85 km².

## Demografía
Hasta 2024 la población era de 3360 habitantes, con una densidad de población de 147,04 hab/km².
| Gráfica de evolución demográfica de Hévízgyörk entre 2020 y 2024 |
|                                                                  |
| Datos según la Oficina Central de Estadística de Hungría.        |